# Шеген-би
Шеген-би (середина XVI века — начале XVII века) — бий от Младшего жуза при Тауке хане до Айтеке-бия.

## Биография
Настоящее имя Шербуга, был выходцем из рода Жагалбайлы племени жетыру. Жил в XVI — начале XVII века, прожив около 80—90 лет.
Шеген-би учился в Бухаре, Самарканде, являвшимися центрами науки и культуры того времени. Он с честью находил решения различных вопросов, в частности, определение границ пастбищ, зимовий и мест водопоя скота, а также территорий, отведенные каждому роду, племени.
В период 1680—1688 гг. когда Тауке-хан находился на престоле, Шеген-би был одним из избранников народа от Младшего жуза, входивших в Совет биев. В него входили по одному человеку от каждого жуза.
Первоначально был похоронен в Туркестане, но место погребения до сих пор не найдено.
Является предком прямым предком Нагашпаю Шайкенову и предком со стороны матери Ибраю Алтынсарину.